# Progress Live
Progress Live（プログレス・ライヴ）は、2011年5月27日から7月29日まで開催されたテイク・ザットの通算8度目のコンサート・ツアーである。

## 概要

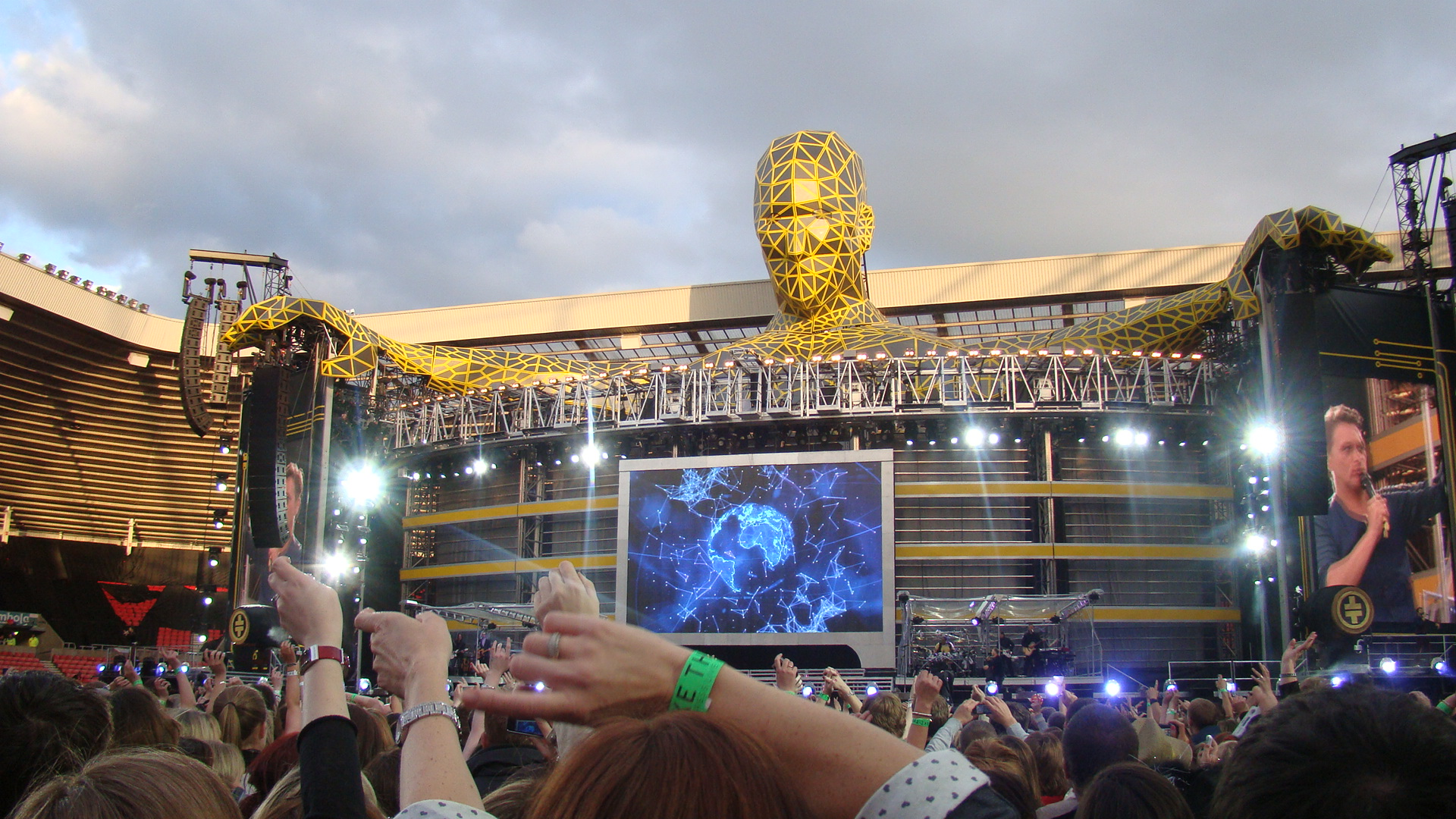
セット

1995年にロビー・ウィリアムズがテイク・ザットを脱退してから、16年ぶりに5人が揃ったコンサートである。そのためチケットは発売開始から24時間後に134万枚を売り上げ、イギリス国内ではマイケル・ジャクソンの「THIS IS IT」の30倍の売り上げ速度を記録した。シティ・オブ・マンチェスター・スタジアムとウェンブリー・スタジアムでは8公演行われ、これもマイケル・ジャクソンの持つ「Bad World Tour」の最多講演記録を更新した。
ビルボードによる2011年の世界興行収入ランキングで第3位にランクインした。

## オープニングアクト
ペット・ショップ・ボーイズ

## セットリスト
テイク・ザット（再結成時の4人）
1. "ルール・ザ・ワールド"
2. "グレイテスト・デイ"
3. "ホールド・アップ・ア・ライト"
4. "ペイシェンス"
5. "シャイン"
ELOの「ミスター・ブルー・スカイ」がイントロに使われている。
6. "サージェント・ペパーズ・ロンリー・ハーツ・クラブ・バンド"
スクリーン映像での歌唱。元はビートルズの楽曲。

ロビー・ウィリアムズ
1. "レット・ミー・エンターテイン・ユー"
2. "ROCK DJ"
3. "カム・アンダン"
ルー・リードの「ワイルド・サイドを歩け」と「グレイテスト・デイ」の一部を含めて歌っている。
4. "フィール"
5. "エンジェルス"
6. "ショウリン・モンクス"
『プログレスド』に収録されている「マン」がリミックスされている。ダンスのみでテイク・ザットのメンバーは登場しない。

テイク・ザット（5人）
1. "ザ・フラッド"
2. "SOS"
3. "アンダーグラウンド・マシーン"
4. "キッズ"
ロビー・ウィリアムズの「ルードボックス」「キープ・オン」「クラップ・ユア・ハンズ・ナウ」の三曲をサンプリングしている。
5. "プリティ・シングス"
6. "ウェン・ゼイ・ワー・ヤング・メドレー"
"プロミス"/"ドゥ・ホワット・ユー・ライク"/"ミリオン・ラヴ・ソングス"/"ベイブ"/"エヴリシング・チェンジズ"の5曲をメドレーで歌っている。曲名は"ウェン・ウィー・ワー・ヤング"に由来。
7. "バック・フォー・グッド"
8. "プレイ"
9. "ラヴ・ラヴ"
10. "ネヴァー・フォーゲット"

アンコール
1. "ノー・リグレッツ"/"リライト・マイ・ファイア"
2. "エイト・レターズ"

## 日程
- 欧州・・・35公演

| 日付          | 都市             | 国             | 会場                                     |
| ------------- | ---------------- | -------------- | ---------------------------------------- |
| ヨーロッパ    |                  |                |                                          |
| 2011年5月27日 | サンダーランド   | イングランド   | スタジアム・オブ・ライト                 |
| 2011年5月28日 | サンダーランド   | イングランド   | スタジアム・オブ・ライト                 |
| 2011年5月30日 | サンダーランド   | イングランド   | スタジアム・オブ・ライト                 |
| 2011年5月31日 | サンダーランド   | イングランド   | スタジアム・オブ・ライト                 |
| 2011年6月3日  | マンチェスター   | イングランド   | シティ・オブ・マンチェスター・スタジアム |
| 2011年6月4日  | マンチェスター   | イングランド   | シティ・オブ・マンチェスター・スタジアム |
| 2011年6月5日  | マンチェスター   | イングランド   | シティ・オブ・マンチェスター・スタジアム |
| 2011年6月7日  | マンチェスター   | イングランド   | シティ・オブ・マンチェスター・スタジアム |
| 2011年6月8日  | マンチェスター   | イングランド   | シティ・オブ・マンチェスター・スタジアム |
| 2011年6月10日 | マンチェスター   | イングランド   | シティ・オブ・マンチェスター・スタジアム |
| 2011年6月11日 | マンチェスター   | イングランド   | シティ・オブ・マンチェスター・スタジアム |
| 2011年6月12日 | マンチェスター   | イングランド   | シティ・オブ・マンチェスター・スタジアム |
| 2011年6月14日 | カーディフ       | ウェールズ     | ミレニアム・スタジアム                   |
| 2011年6月15日 | カーディフ       | ウェールズ     | ミレニアム・スタジアム                   |
| 2011年6月18日 | ダブリン         | アイルランド   | クローク・パーク                         |
| 2011年6月19日 | ダブリン         | アイルランド   | クローク・パーク                         |
| 2011年6月22日 | グラスゴー       | スコットランド | ハムデン・パーク                         |
| 2011年6月23日 | グラスゴー       | スコットランド | ハムデン・パーク                         |
| 2011年6月24日 | グラスゴー       | スコットランド | ハムデン・パーク                         |
| 2011年6月27日 | バーミンガム     | イングランド   | ヴィラ・パーク                           |
| 2011年6月28日 | バーミンガム     | イングランド   | ヴィラ・パーク                           |
| 2011年6月30日 | ロンドン         | イングランド   | ウェンブリー・スタジアム                 |
| 2011年7月1日  | ロンドン         | イングランド   | ウェンブリー・スタジアム                 |
| 2011年7月2日  | ロンドン         | イングランド   | ウェンブリー・スタジアム                 |
| 2011年7月4日  | ロンドン         | イングランド   | ウェンブリー・スタジアム                 |
| 2011年7月5日  | ロンドン         | イングランド   | ウェンブリー・スタジアム                 |
| 2011年7月6日  | ロンドン         | イングランド   | ウェンブリー・スタジアム                 |
| 2011年7月8日  | ロンドン         | イングランド   | ウェンブリー・スタジアム                 |
| 2011年7月9日  | ロンドン         | イングランド   | ウェンブリー・スタジアム                 |
| 2011年7月12日 | ミラノ           | イタリア       | スタディオ・ジュゼッペ・メアッツァ       |
| 2011年7月15日 | コペンハーゲン   | デンマーク     | パルケン・スタディオン                   |
| 2011年7月18日 | アムステルダム   | オランダ       | アムステルダム・アレナ                   |
| 2011年7月22日 | ハンブルク       | ドイツ         | フォルクスパルクシュタディオン           |
| 2011年7月25日 | デュッセルドルフ | ドイツ         | エスプリ・アレーナ                       |
| 2011年7月29日 | ミュンヘン       | ドイツ         | ミュンヘン・オリンピアシュタディオン     |

中止または日程変更された公演
| 2011年7月16日 | コペンハーゲン, デンマーク | パルケン・スタディオン | 中止 |

### 興行収入
| 会場                                     | 都市           | チケット売り上げ / 座席数    | 総収入       |
| ---------------------------------------- | -------------- | ---------------------------- | ------------ |
| スタジアム・オブ・ライト                 | サンダーランド | 206,334 / 206,334 (100%)     | $21,600,077  |
| シティ・オブ・マンチェスター・スタジアム | マンチェスター | 443,223 / 443,223 (100%)     | $44,183,145  |
| ミレニアム・スタジアム                   | カーディフ     | 129,069 / 129,069 (100%)     | $13,473,534  |
| クローク・パーク                         | ダブリン       | 154,828 / 154,828 (100%)     | $18,217,500  |
| ハムデン・パーク                         | グラスゴー     | 154,588 / 154,588 (100%)     | $16,224,812  |
| ヴィラ・パーク                           | バーミンガム   | 94,694 / 94,694 (100%)       | $9,763,108   |
| ウェンブリー・スタジアム                 | ロンドン       | 623,737 / 623,737 (100%)     | $61,713,184  |
| 合計                                     | 合計           | 1,806,473 / 1,806,473 (100%) | $185,175,360 |

## 出来事
6月4日の公演時に、マーク・オーエンとハワード・ドナルドが演出に使われた巨大なロボットの上に乗ったまま降りられなくなっている。2人は「オム（Om）」という名の人型のロボットの両手の平部分に乗っていたが、メカニックのミスで「ラヴ・ラヴ」歌唱中に本来はステージに降りるはずが3メートルの高さで歌い続けることになった。マークは梯子を使って降りることが出来たためステージパフォーマンスを続けることは出来たが、ハワードはその次に歌う「ネヴァー・フォーゲット」のメインボーカルを務めているため移動が出来ずそのまま手の平の上で2曲を歌い続けた。その後公式に「メカニックのミスで「ラヴ・ラヴ」の最中にオムが止まってしまい、本来「ネヴァー・フォーゲット」時に立ち上がっているはずだがハワードが動けなくなってしまったためそのまま公演を続けた。同じような問題が再発しないという保証はできないが、現在オムは順調に動いている」との声明が出た。
オムの使用、及びステージセットの規模の大きさから、リハーサルは通常のリハーサルスタジオではなく映画撮影用のスタジオを使用している。なお当時隣接するスタジオで撮影されていたのは「ダークナイト ライジング」である。
7月16日に行われるはずだったコペンハーゲンの公演は、開始数時間前に中止が発表された。原因はロビー・ウィリアムズの食中毒でドクターストップだった。ロビー不在でライブを行うのはファンが望むものではなく、また今回のライブにロビーは不可欠な存在であるという結論にテイク・ザットが達したため公演中止になった。これはテイク・ザットにとって初めてのライブ中止である。

## 録画とリリース
6月10日と11日のシティ・オブ・マンチェスター・スタジアムでの公演は収録され、DVDとブルーレイで11月21日に発売された。また、このハイライトバージョンがBBCで12月18日に放送された。
ライヴ・アルバム用の音源はシティ・オブ・マンチェスター・スタジアムとウェンブリー・スタジアムでの公演が収録され、ヨーロッパでは11月21日に、イギリス国内では11月28日に二枚組CDアルバムが発売された。アルバムとDVD・ブルーレイの宣伝として『プログレス』に収録されている「エイト・レターズ」がシングルカットされ、ライヴ映像をまとめたPVが公開された。
2012年2月現在、DVD・ブルーレイ・CDのいずれも日本盤の発売予定はない。

### 収録曲目
| #   | タイトル                                                                                                  | 作詞・作曲 | 時間 |
| --- | --- | --- | ---- |
| 1.  | 「ルール・ザ・ワールド」                                                                                  | テイク・ザット                                                                                                   | 4:10 |
| 2.  | 「グレイテスト・デイ」                                                                                    | テイク・ザット                                                                                                   | 3:54 |
| 3.  | 「ホールド・アップ・ア・ライト」                                                                          | テイク・ザット, ベン・マーク, ジャミー・ノートン                                                                 | 4:27 |
| 4.  | 「ペイシェンス」                                                                                          | テイク・ザット, ジョン・シャンクス                                                                               | 3:28 |
| 5.  | 「シャイン」                                                                                              | テイク・ザット, スティーヴ・ロブソン                                                                             | 5:43 |
| 6.  | 「レット・ミー・エンターテイン・ユー ("サージェント・ペパーズ・ロンリー・ハーツ・クラブ・バンド"を含む)」 | ロビー・ウィリアムズ, ガイ・チェンバーズ                                                                         | 5:54 |
| 7.  | 「ROCK DJ」                                                                                               | ロビー・ウィリアムズ, ガイ・チェンバーズ, ケルヴィン・アンドリューズ, ネルソン・ピグフォード, エクンダヨ・パリス | 4:28 |
| 8.  | 「カム・アンダン ("ワイルド・サイドを歩け" と "グレイテスト・デイ"を含む)」                               | ロビー・ウィリアムズ, クリスティアン・オッテスタッド, アシュレイ・ハミルトン, ダニエル・ピエール                 | 4:16 |
| 9.  | 「フィール」                                                                                              | ロビー・ウィリアムズ, ガイ・チェンバーズ                                                                         | 4:27 |
| 10. | 「エンジェルス」                                                                                          | ロビー・ウィリアムズ, ガイ・チェンバーズ                                                                         | 4:46 |

| #   | タイトル | 作詞・作曲 | 時間 |
| --- | --- | --- | ---- |
| 11. | 「ザ・フラッド」                                                                                               | テイク・ザット | 4:53 |
| 12. | 「SOS」 | テイク・ザット | 3:58 |
| 13. | 「アンダーグラウンド・マシーン」                                                                               | テイク・ザット | 4:58 |
| 14. | 「キッズ」 | テイク・ザット | 6:51 |
| 15. | 「プリティ・シングス」                                                                                         | テイク・ザット | 4:05 |
| 16. | 「ウェン・ゼイ・ワー・ヤング （"ミリオン・ラヴ・ソングス", "ベイブ" , "エヴリシング・チェンジズ"のメドレー）」 | ゲイリー・バーロウ ゲイリー・バーロウ ゲイリー・バーロウ, マイケル・ワード, エリオット・ケネディ, ケリー・ベイリス | 4:32 |
| 17. | 「バック・フォー・グッド」                                                                                     | ゲイリー・バーロウ                                                                                                 | 5:14 |
| 18. | 「プレイ」 | ゲイリー・バーロウ                                                                                                 | 5:37 |
| 19. | 「ラヴ・ラヴ」                                                                                                 | テイク・ザット | 3:58 |
| 20. | 「ネヴァー・フォーゲット」                                                                                     | ゲイリー・バーロウ                                                                                                 | 7:31 |
| 21. | 「ノー・リグレッツ" / "リライト・マイ・ファイア」                                                              | ロビー・ウィリアムズ, ガイ・チェンバーズ / ダン・ハートマン                                                        | 5:54 |
| 22. | 「エイト・レターズ」                                                                                           | テイク・ザット | 5:42 |